# Melidectes nouhuysi
El mielero barbicorto (Melidectes nouhuysi) es una especie de ave paseriforme de la familia Meliphagidae endémica de Nueva Guinea. El nombre científico de la especie conmemora al explorador Jan Willem van Nouhuys, un oficial naval holandés en las Indias Orientales Neerlandesas.